# 제3수송교육연대
제3수송교육연대(第三輸送敎育聯隊, 3rd Transport Training Regiment), 구 제3야전수송교육단은 경기도 가평군에 주둔하고 있는 대한민국 육군의 육군종합군수학교 수송교육단 예하 연대이다.

## 교육 과정
운전면허와 수송 병과를 가진 운전병은 육군훈련소, 사단 신병교육대에서 기초군사훈련을 받고 차출되어 수송교육연대에서 후반기 교육을 받게 된다. 소형, 중형, 대형으로 분류된 군용 차량 운전과 정비를 교육받은 후 자대배치된다.